# Abswurmbachite
L'abswurmbachite est un minéral de la famille des silicates, contenant du cuivre et du manganèse, de formule (Cu,Mn2+)Mn3+6O8SiO4.
L'abswurmbachite cristallise dans la système tétragonal. Selon l'échelle de Mohs, sa dureté est de 6,5 et il a pour densité 4,96.
Il a été décrit pour la première fois en 1991 par Irmgard Abs-Wurmbach (en) dont il porte le nom, il est de couleur noir jais avec des rayures brun clair.